# Schlossplatztheater

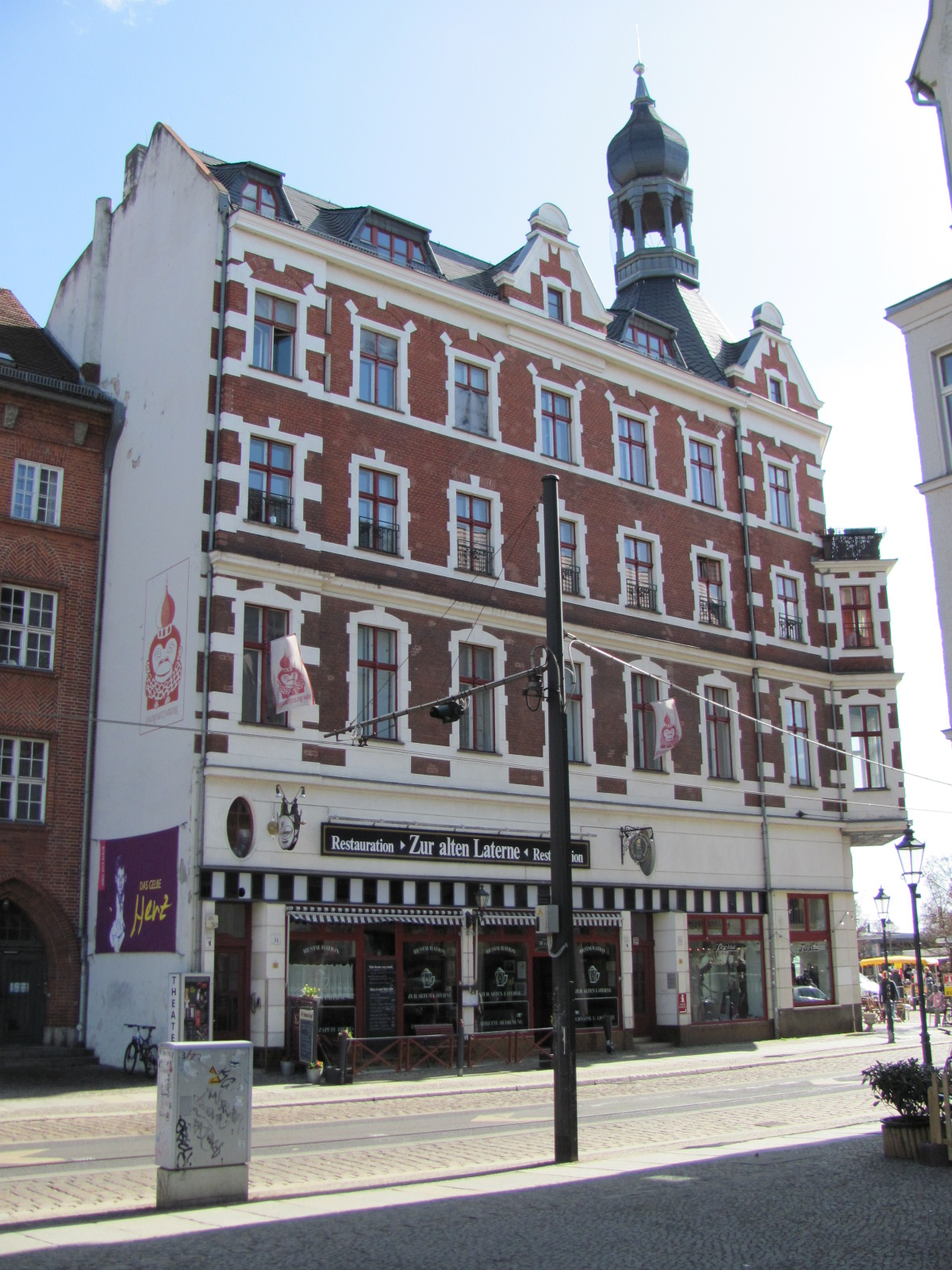
Schlossplatztheater in Köpenick (Alt-Köpenick 31, 1. OG)

Das Schlossplatztheater in Berlin befindet sich im Ortsteil Köpenick in der Straße Alt-Köpenick 31 in der Altstadt Köpenicks.
Das Theater wurde 1995 gegründet und präsentiert als „Schlossplatztheater – Junge Oper Berlin“ Uraufführungen neuer Kammeropern und modernes Musiktheater sowie bekannte Opern in kammermusikalischer Bearbeitung.
Ein weiterer Schwerpunkt sind Oper, Musiktheater und Theater-Aufführungen für Kinder und Jugendliche, und Projekte der kulturellen Jugendbildung.
Das Theater spielt rund 60 bis 70 Vorstellungen pro Jahr – Oper, Musiktheater und Theater – für Erwachsene, Kinder und Jugendliche.
Außerdem unterhält es vier Jugendtheatergruppen, in denen Kinder und Jugendliche selbst kreativ auf der Bühne stehen. 
Es betreibt zudem zahlreiche Kooperationen mit Schulen im Bezirk, in denen Kinder aktiv Theater erleben. 
Zusätzlich hat es einen offenen Bereich und bietet außerdem Ferienworkshops an.
Als zweite Spielstätte fungiert die Alte Möbelfabrik in der Karlstrasse in Köpenick, in der sich Probenräume, Fundus, Werkstatt und Büro befinden.

## Musiktheater -Uraufführungen (Auswahl)
- 2025: Das Ende des Kreises, Kai Günther (Musik), Marc C. Behrens (Regie)
- 2025: Tannöd, Nico Ehl (Regie)
- 2024: ALICE – Ein Punkquartett, The Metafiction Cabaret, Birgit Grimm (Regie)
- 2023:Ich möchte euch gerne kennenlernen, Heiner Frauendorf (Komposition), Birgit Grimm (Regie)
- 2022: Morgana, Jonathan Boudevin (Komposition), Birgit Grimm (Regie)[2]
- 2022: Erwartung, Arnold Schönberg (Komposition), Laure Catherin (Regie), Sophie Catherin (Leitung)[3]
- 2022:BIG 5, Jonathan Boudevin (Komposition), Birgit Grimm (Regie)
- 2020:Verdi: Requiem, Opera sur Tréteaux (Regie)[4]
- 2020: Ellipse, Thorbjörn Björnsson (Regie)
- 2019: Utopia Ltd. oder die Blüten des Fortschritts – Eine Punk-Operette, Regie: Birgit Grimm
- 2019: Replay – Ein musikalisches Live-Hörspiel, Thorbjörn Björnsson (Regie)
- 2018: Inside The Endless House - Musik-Theater-Installation, Helmut Oehring (Komposition), Steffen Thiemann (Libretto), Birgit Grimm (Regie)
- 2017/18: Schattenlos – Kammeroper, Margarete Huber (Komposition), Steffen Thiemann (Libretto), Birgit Grimm (Regie)
- 2016: Der Zwerg – Kammeroper, Alexander von Zemlinsky (Komposition), Birgit Grimm (Regie)
- 2016: Dymaxion Opera – Musiktheater, Helmut Oehring (Komposition), Steffen Thiemann (Libretto), Birgit Grimm (Regie)
- 2010: Das gelbe Herz – Musiktheater, Heiner Frauendorf (Komposition), Steffen Thiemann (Libretto), Birgit Grimm (Regie)

Im Schlossplatztheater sind Produktionen verschiedenster Akteure zu erleben; Eigenproduktionen, Koproduktionen und Gastspiele. In Eigenproduktionen zeichnet meist die Intendantin Birgit Grimm für Regie, Felix Grimm für Gestaltung von Licht, Video, Raum, und Insa Bernds für Musikalische Leitung verantwortlich.

## Oper, Musiktheater und Theater für Kinder
Das Spektrum der Aufführungen reicht von Bearbeitungen bekannter Opern, über Musiktheater, Sprechtheater und Figurentheater bis zu experimentellem Objekttheater.
Aufführungen (Auswahl):
- Mozart und die Zauberflöte, Wolfgang Amadeus Mozart (Komposition), Heike Hanefeld (Regie)
- Hänsel und Gretel mit ohne Pfefferkuchen, Engelbert Humperdinck (Komposition), Dirk Rave (Regie)
- Die Reise zum Mond, Jacques Offenbach (Komposition), Gerald Gluth (Regie)
- Klangquadrat-Musikalische Performance, Theater o.N. (Regie)
- Orpheus-Abenteuer-Theater für Kinder, Andreas Mihan (Regie)
- Pinocchios Abenteuer und wie er versuchte, ein richtiger Junge zu werden, Kai Schubert (Regie)
- Klangfäden-Ein magisches Theaterkonzert, Mette Nadja Hansen (Musik), Martina Couturier (Spiel)
- Tomatenballett – Gemüsetheater, Andreu Andreu (Regie)
- Kokon-Ein Spiel mit den Möglichkeiten des Hierseins, Ania Michaelis (Regie)
- Die Bremer Stadtmusikanten, Tilla Kratochwil (Regie)
- Der Viereckplanet-Theater mit Geräuschen und Objekten, Andreu Andreu (Regie)
- Rotkäppchen – Fällt aus!, F.U. Buss (Regie)[6]